# Gerald Paddio
Gerald James Paddio (Lafayette, 21 aprile 1965) è un ex cestista statunitense, professionista nella NBA, in Europa, Asia e Sudamerica.

## Carriera
È stato selezionato dai Boston Celtics al terzo giro del Draft NBA 1988 (74ª scelta assoluta).